# Richard Berczeller
Richard Berczeller (geboren 4. Februar 1902 in Ödenburg, Österreich-Ungarn; gestorben 3. Jänner 1994 in New York City) war ein österreichischer Arzt, Autor und Filmschauspieler.

## Leben
Richard Berczeller war ein Sohn des Schriftsetzers, Gewerkschafters und sozialistischen Politikers Adolf Berczeller (1877–1966) und der Sidonie Kohn (1870–1944). Seinem Bruder Arpad gelang ebenfalls die Flucht vor den Nationalsozialisten, sein Bruder Paul wurde im KZ Auschwitz ermordet. Berczeller wuchs in Ödenburg (Sopron) im damaligen Deutsch-Westungarn auf. Nach der Niederschlagung der Ungarischen Räterepublik und der Machtübernahme des Horthy-Regimes wanderte die Familie nach Österreich aus und ließ sich in Sauerbrunn im Burgenland nieder. Berczeller studierte ab 1920 Medizin und schloss sich dem Verband der sozialdemokratischen Studenten und Akademiker Österreichs an. Nebenbei arbeitete er auch als Schauspieler für Michael Curtiz, der damals noch Kertész hieß. Berczeller verkörperte unter anderem die Rolle des Lot im Monumentalfilm Sodom und Gomorrha (1922).
Nach Absolvierung des Medizinstudiums im Jahr 1926 wurde Berczeller 1930 Gemeindearzt in Mattersburg. Besonders beeindruckt war er von seinem akademischen Lehrer Julius Tandler. Nach dem Februaraufstand 1934 schloss sich Berczeller der (verbotenen) Bewegung Revolutionäre Sozialisten Österreichs an. Nach dem Anschluss Österreichs im März 1938 wurde er als Jude und Sozialist verhaftet und von den örtlichen Nationalsozialisten, unter ihnen der Bürgermeister Franz Giefing und der Kreisleiter der NSDAP Karl Sobota, beraubt und mit Stockschlägen und Ochsenziemer misshandelt. Er emigrierte in der Folge über Frankreich und Westafrika in die USA. Er übte dort weiter seinen Arztberuf aus, publizierte jedoch auch im angesehenen New Yorker humorvoll-melancholische Kurzprosa. In späten Jahren erfuhr Berczeller zahlreiche Ehrungen von österreichischen öffentlichen Stellen.
In Mattersburg wurde die Dr. Richard Berczeller-Gasse ⊙ nach ihm benannt.

## Werke (Auswahl)
- —, Kurt Wagenseil (Übers.): Die sieben Leben des Doktor B. Odyssee eines Arztes. List, München 1965. (Aus dem Englischen: Displaced Doctor, New York, NY 1964).
- Time was. The zestful education of a young Viennese doctor in the years before the storm. A memory. (englisch). Viking Press, New York, NY 1971, ISBN 0-670-71563-8.
- —, Norbert Leser: … mit Österreich verbunden. Burgenlandschicksal 1918–1945. Jugend und Volk, Wien 1975, ISBN 3-7141-6529-0.
- Norbert Leser, —: Als Zaungäste der Politik. Österreichische Zeitgeschichte in Konfrontationen. Jugend und Volk, Wien (a. a.) 1977, ISBN 3-7141-6535-5.
- —, Mathias Gabriel (Übers.): Verweht. (Autobiografie). Edition Roetzer, Eisenstadt 1983, ISBN 3-85374-117-7.
- Joachim Riedl (Hrsg.), —: „Denn sie töten den Geist nicht, ihr Brüder!“ Festschrift zum 90. Geburtstag von Richard Berczeller. Zeitzeugnisse, Band 1, ZDB-ID 2274666-3. Österreichischer Kunst- und Kulturverlag, Wien 1992, ISBN 3-85437-042-3. – Inhaltsverzeichnis (PDF).
- —, Elisabeth Bartosch (Gestaltung): Heimat-Los. Ein Auslandsösterreicher im Porträt. Fernsehsendung, 13. Juli 1992. 1 Videokassette, SVHS, 55 min, mono, Farbe. ORF FS2, 1992.
- „So arg wird es nicht werden!“ In: Gerhard Jelinek: Nachrichten aus dem 4. Reich. Ecowin-Verlag, Salzburg 2008, ISBN 978-3-902404-64-0, S. 27–40.
- —, Georg Kusztrich (Sprecher): Es gab eine Zeit. Über Leben und Werk von Richard Berczeller. dasLiteraturhausMattersburg. 1 CD (12 cm). Hörarchiv Burgenland, ORF Burgenland. edition lex liszt 12, Oberwart 2011, ISBN 978-3-901757-97-6.
- —, Jacqueline Csuss (Übers.): Fahrt ins Blaue und andere Geschichten aus dem New Yorker. Czernin-Verlag, Wien 2012, ISBN 978-3-7076-0397-2.

## Filmografie
- 1922: Sodom und Gomorrha